# Tillandsia 'Verraco'
Tillandsia 'Verraco' es un cultivar híbrido del género Tillandsia perteneciente a la familia Bromeliaceae.
Es un híbrido creado en el año 2009 con las especies Tillandsia fasciculata × desconocida.